# Aramæisk (sprog)
Aramæisk er et semitisk sprog, som de hebraiske og arabiske sprog og alfabeter er inspireret af.[kilde mangler] Sproget bliver talt af aramæere og senere af assyrere i nutidens Irak, Syrien, sydlige Tyrkiet (bl.a. Mardin), Iran (Urmia) og Libanon, da det blev lingua franca.[kilde mangler] Enkelte afsnit i Det Gamle Testamente blev skrevet på aramæisk. Det er Ezras Bog 4,8-6,18 samt 7,12-26, og Daniels Bog kapitel 2,4-7,28. Endvidere var aramæisk Jesus' modersmål og det sprog han brugte til daglig. I sin spillefilm The Passion of the Christ fra 2004 har Mel Gibson ladet skuespillerne tale aramæisk, i den grad man kan rekonstruere sproget som det blev talt for 2.000 år siden.
Codex syriacus har med enkelte afvigelser i givet ideer om udtale af sproget.[kilde mangler].
Ligesom alle andre sprog, har aramæisk ændret sig med tiden og bliver i dag kaldt for assyrisk. Aramæisk er modersmålet for assyrerne i dag og bruges også som liturgisk sprog af de kristne maronitter i Libanon og i Østens assyriske kirke blandt kristne assyrere verden over.

## Aramæisk og hebraisk
De jøder som var i fangenskab i Babylon 586-538 f.Kr., talte oprindelig hebraisk, men blev under eksilet påvirket af at de vigtigste talesprog i det nybabylonske rige var aramæisk og akkadisk. I århundrederne efter tilbagekomsten til Israel er hebraisk fyldt med låneord fra disse to sprog og efterhånden også låneord fra persisk, og efter Alexander den stores erobringer også fra græsk. På samme måde overtog jøderne i babylonsk eksil det aramæiske skriftsprog, som i tilpasset udgave benyttes som hebraisk skriftsprog i dag. Det skriftsprog, hebraisk i ældre tid blev skrevet på, kaldet palæo-hebraisk, var en variant af et vest-semittisk konsonantsystem, og blev sporadisk benyttet frem mod vor tidsregning.
Forskere under ledelse af professor Geoffrey Khan ved Cambridge Universitet arbejder i England på at bevare det uddøende aramæisk for eftertiden.